# پونه دنبه‌ای غرب
پونه دُنبه‌ای غرب (نام علمی: Lachnostachys verbascifolia) نام یک گونه از سرده پونه‌های دنبه‌ای است.

## نگارخانه

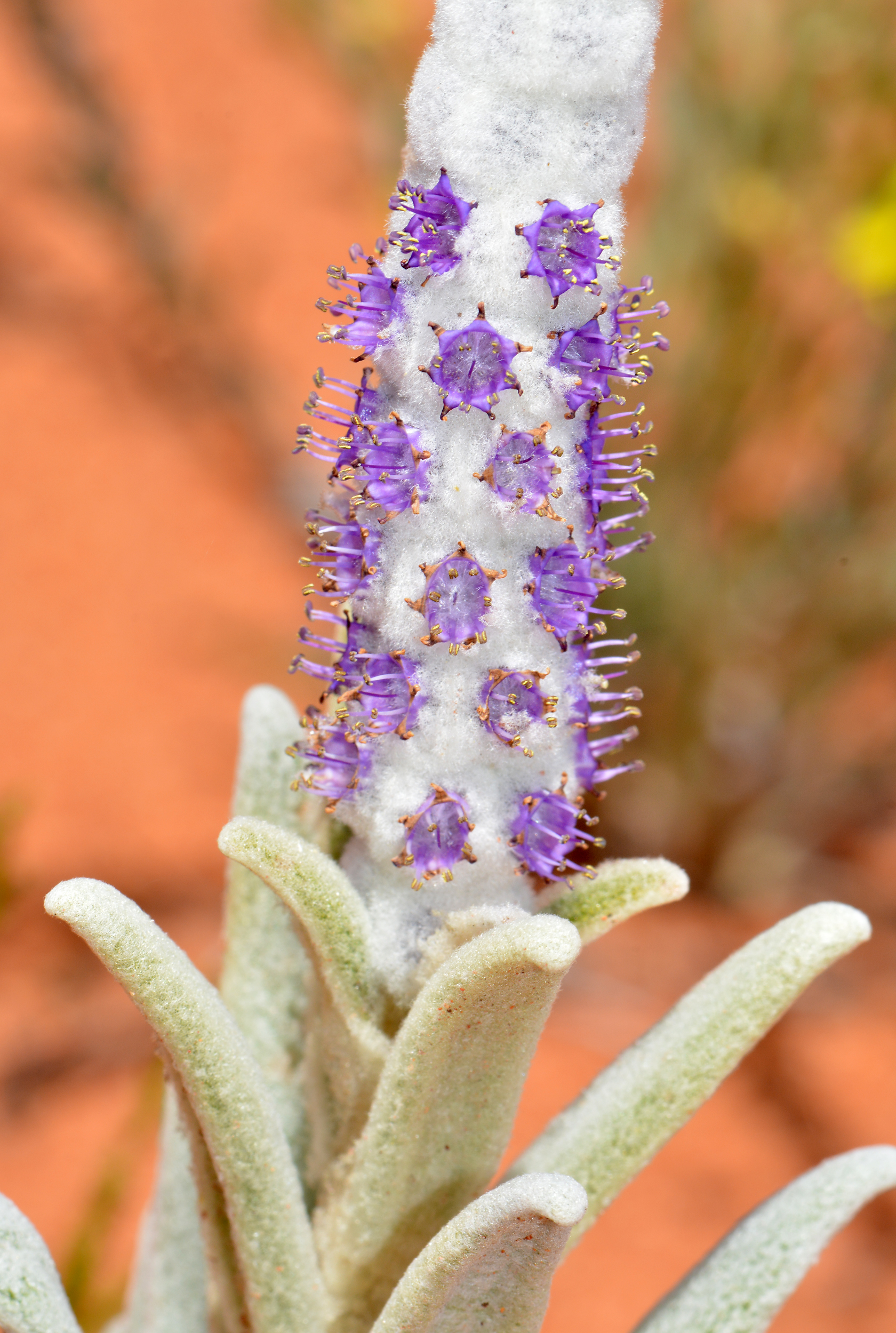
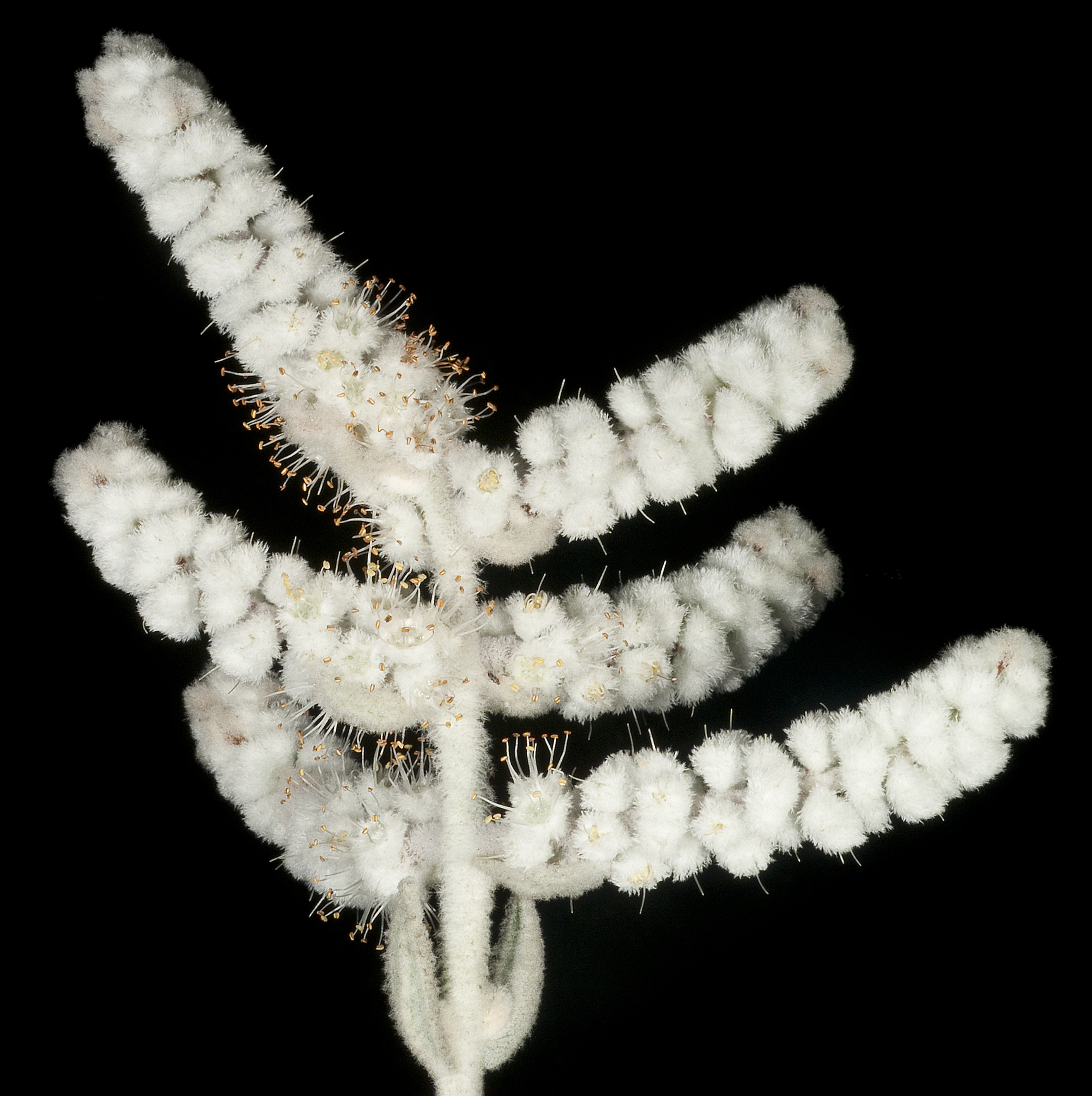
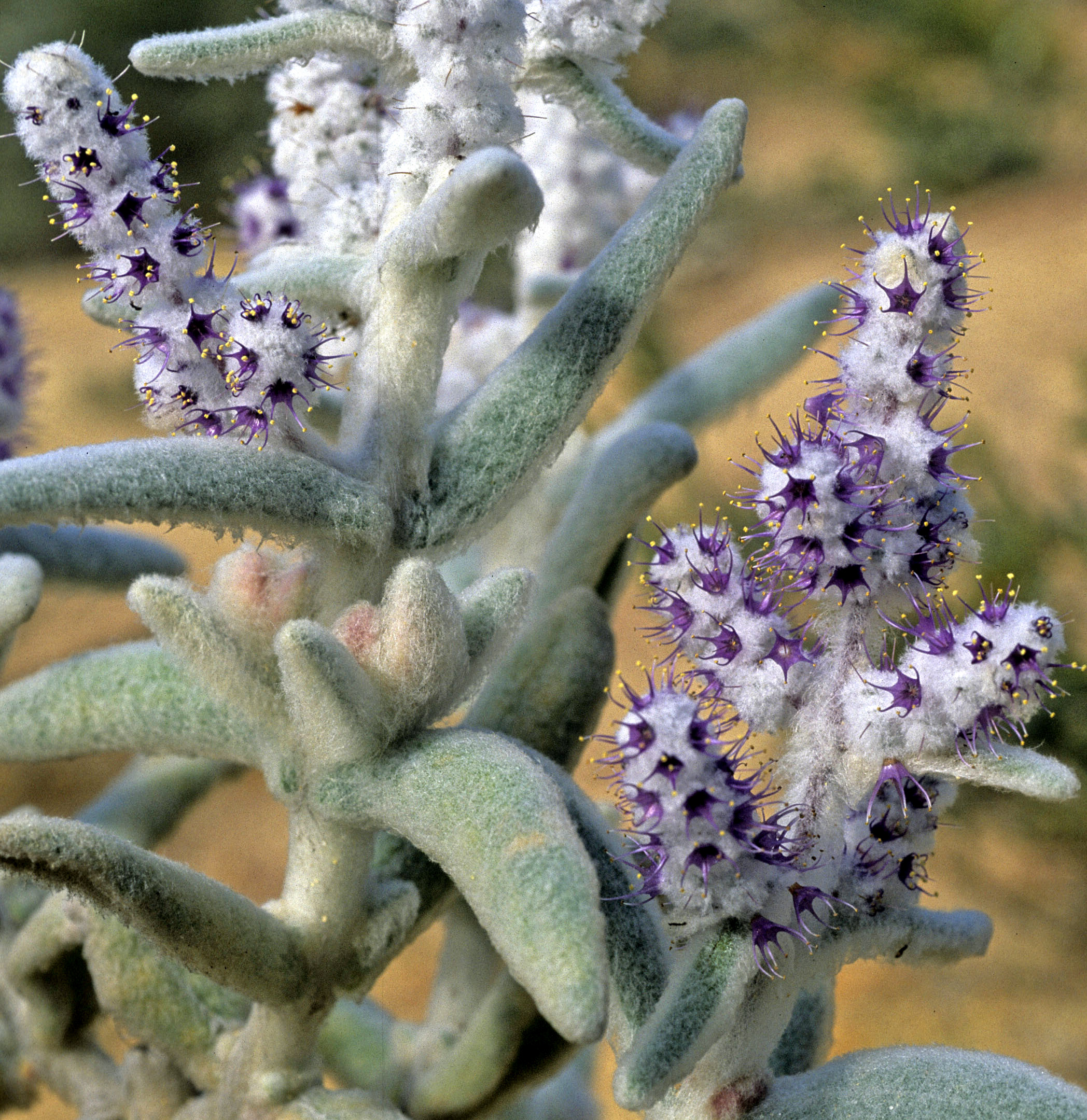